# Doreen Elliott
Doreen Elliott (1908-1966) est une skieuse alpine britannique des années 1930, membre du Ladies' Ski Club de Mürren.

## Palmarès

### Championnats du monde
| Épreuve / Édition               | Descente | Slalom | Combiné |
| ------------------------------- | -------- | ------ | ------- |
| Mondiaux 1932 Cortina d'Ampezzo | 11e      | Bronze | 5e      |
| Mondiaux 1933 Innsbruck         | —        | 23e    | —       |